# Лекомская волость
Лекомская  волость (Святитская волость) — волость в составе Глазовского уезда Вятского наместничества Казанской губернии, затем Вятской губернии Российской империи и РСФСР. Волостной центр — Святица. Существовала с 1651 до 1924 года.

## История
Святица являлась центром крупнейшей волости Глазовского уезда на протяжении трех с половиной веков. В 1891-93 гг. Святицкая волость включала 79 населенных пунктов. Волость делилась на 5 сельских обществ: Святицкое сельское общество, Запольское сельское общество, Жарниковское сельское общество, Дворищенское сельское общество, Баранниковское сельское общество.
5 января 1921 года Лекомская волость была передана в Слободской уезд.

## Население
Население волости составляло[когда?]

 9951 житель. При таком кол-ве жителей дворов насчитывалось около 1497.